# Parera
Parera är en kommunhuvudort i Argentina.   Den ligger i provinsen La Pampa, i den centrala delen av landet, 600 km väster om huvudstaden Buenos Aires. Parera ligger 202 meter över havet och antalet invånare är 2 246.
Terrängen runt Parera är platt, och sluttar österut. Runt Parera är det mycket glesbefolkat, med 6 invånare per kvadratkilometer.. Närmaste större samhälle är Rancul, 18,5 km nordväst om Parera.
Trakten runt Parera består till största delen av jordbruksmark.